# Caconemobius schauinslandi
Caconemobius schauinslandi é uma espécie de grilídeo, com distribuição restrita à Ilha do Havaí.